# Cheilosia lutea
Cheilosia lutea är en tvåvingeart som beskrevs av Barkalov 1979. Cheilosia lutea ingår i släktet örtblomflugor, och familjen blomflugor. Inga underarter finns listade i Catalogue of Life.